# Giulio Andreotti
Giulio Andreotti (ur. 14 stycznia 1919 w Rzymie, zm. 6 maja 2013 tamże) – włoski polityk i publicysta. Działacz i jeden z długoletnich liderów Chrześcijańskiej Demokracji (DC). Od 1945 do 2013 parlamentarzysta, w tym od 1991 senator dożywotni. Trzykrotny premier stojący na czele siedmiu gabinetów, wielokrotny minister w różnych resortach. Od końca lat 40. do początku lat 90. należał do najważniejszych włoskich polityków. Określany mianem najbardziej kontrowersyjnego i najpotężniejszego włoskiego polityka tego okresu.

## Życiorys

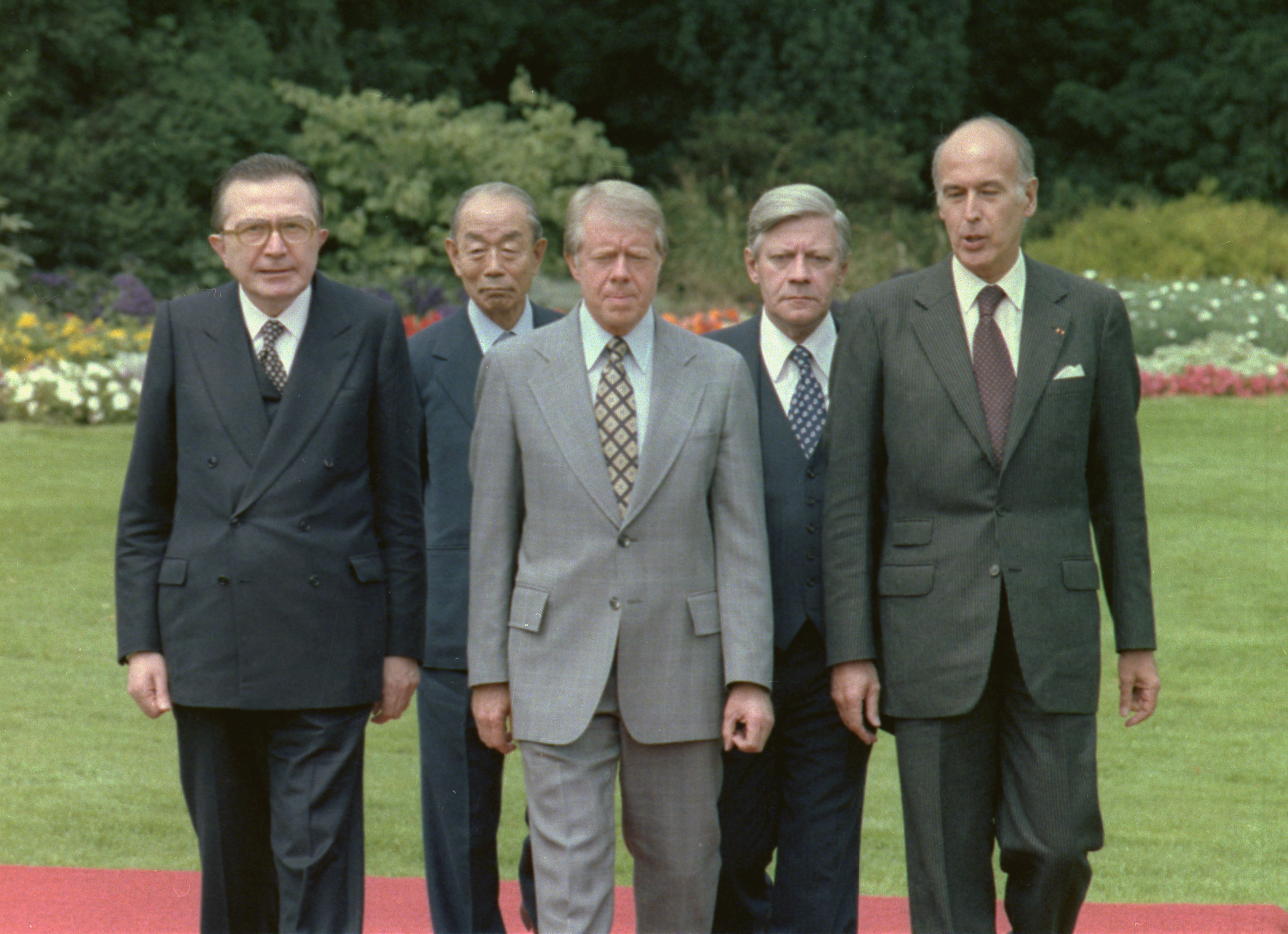
Spotkanie grupy G7 w 1978. Od lewej: Giulio Andreotti, Takeo Fukuda, Jimmy Carter, Helmut Schmidt i Valéry Giscard d’Estaing

Urodził się w rodzinie nauczyciela. Gdy miał 2 lata, zmarł jego ojciec. Rodzina utrzymywała się z otrzymywanej przez matkę renty. Ukończył szkołę średnią Liceo „Torquato Tasso”, a następnie studia prawnicze na Uniwersytecie La Sapienza w Rzymie. Dołączył do młodzieżowej katolickiej organizacji FUCI, której funkcjonowania nie zakazał reżim faszystowski. Był redaktorem jej czasopisma „Azione Fucina”, a od 1942 do 1945 przewodniczył tej organizacji. Publikował też w podziemnym katolickim periodyku „Il Popolo”. W trakcie jednej z wizyt w bibliotece, gdy poszukiwał materiałów dotyczących papieskiej floty, poznał Alcide De Gasperiego, zatrudnionego tam działacza chadeckiego prześladowanego przez faszystów. Stał się jego bliskim współpracownikiem, w 1942 jako jego sekretarz wziął udział w powołaniu Chrześcijańskiej Demokracji. Do ugrupowania tego należał przez cały okres jego funkcjonowania.
W 1945 został członkiem Consulta Nazionale, prowizorycznego parlamentu pochodzącego z mianowania. W 1946 został wybrany do konstytuanty. W 1948 uzyskał mandat posła do Izby Deputowanych. Z powodzeniem ubiegał się o reelekcję do niższej izby włoskiego parlamentu w kolejnych wyborach w 1953, 1958, 1963, 1968, 1972, 1976, 1979, 1983 i 1987, zasiadając w niej do 1991 jako deputowany I, II, III, IV, V, VI, VII, VIII, IX i X kadencji.
W maju 1947 otrzymał pierwsze stanowisko rządowe. Alcide De Gasperi powierzył mu funkcję podsekretarza stanu przy prezydium rządu (sekretarza gabinetu), którą pełnił do stycznia 1954. W okresie tym zajął m.in. reorganizacją włoskiego przemysłu filmowego. Od połowy lat 50. do połowy lat 70. wchodził w skład większości kolejnych gabinetów jako minister. Wyrobił sobie opinię sprawnego uczestnika zakulisowych gier na włoskiej scenie politycznej. Kierował resortami spraw wewnętrznych (1954), finansów (1955–1958), skarbu (1958–1959), obrony (1959–1966, 1974), przemysłu (1966–1968) i budżetu (1974–1976). Był w międzyczasie przewodniczącym komitetu organizacyjnego Letnich Igrzysk Olimpijskich w 1960 w Rzymie.
Na czele rządu po raz pierwszy stał od lutego 1972 do lipca 1973, gdy kierował dwoma gabinetami – I monopartyjnym, a II (od czerwca 1973) tworzonym przez koalicję DC, socjaldemokratów (PSDI) i liberałów (PLI). W 1972 jako pierwszy premier od ponad dekady złożył oficjalną wizytę w Związku Radzieckim. Powrócił na urząd premiera w lipcu 1976, sprawując go do sierpnia 1979. Jego III gabinet funkcjonował wówczas do marca 1978, opierał się na Chrześcijańskiej Demokracji. Zastąpił go IV rząd, który również pozostawał monopartyjny, jednakże w ramach wynegocjowanego tzw. historycznego kompromisu posiadał w parlamencie poparcie komunistów (PCI). V gabinet działał od marca do sierpnia 1979, poza chadekami wchodzili w jego skład przedstawiciele PSDI i republikanów (PRI). W międzyczasie w marcu 1978 doszło do porwania byłego premiera Alda Moro, do czego przyznała się lewicowa terrorystyczna organizacja Czerwone Brygady. Giulio Andreotti wykluczył prowadzenie jakichkolwiek negocjacji. W maju 1978 ciało zamordowanego Alda Moro odnaleziono w porzuconym samochodzie w Rzymie.
W latach 1979–1983 polityk pozostawał poza rządem, w chadecji przeważył wówczas nurt odrzucający porozumienie z komunistami i dążący do współpracy z socjalistami (PSI). Gdy jednak lider Włoskiej Partii Socjalistycznej Bettino Craxi objął w sierpniu 1983 stanowisko premiera, Giulio Andreotti dołączył do jego gabinetu jako minister spraw zagranicznych. Funkcję tę pełnił do lipca 1989 w pięciu kolejnych rządach. W międzyczasie brał udział w rozwiązaniu kryzysu związanego z uprowadzeniem przez palestyńskich terrorystów statku pasażerskiego MS „Achille Lauro”. W lipcu 1989 po raz trzeci został premierem w ramach koalicji DC, PSI, PSDI, PLI i PRI tworzącej jego VI rząd. W kwietniu 1991 utworzył swój VII i ostatni gabinet, w którym z dotychczasowych ugrupowań nie znaleźli się przedstawiciele republikanów.
Załamanie się jego kariery politycznej na początku lat 90. wiązało się z ujawnieniem szeregu afer korupcyjnych (tzw. Tangentopoli). Skutkowało to upadkiem większości ugrupowań na włoskiej scenie politycznej. W czerwcu 1992 Giulio Andreotti zakończył pełnienie funkcji premiera, na czele nowego rządu stanął wówczas Giuliano Amato. Rok wcześniej prezydent Francesco Cossiga za zasługi społeczne i literackie nadał mu godność dożywotniego senatora. Polityk przeszedł wówczas z Izby Deputowanych do Senatu. W wyższej izbie włoskiego parlamentu zasiadał do czasu swojej śmierci w 2013 w okresie X, XI, XII, XIII, XIV, XV, XVI i XVII kadencji. Mimo toczących się postępowań karnych brał aktywny udział w życiu politycznym. Po rozwiązaniu w połowie lat 90. Chrześcijańskiej Demokracji dołączył do powstałej na jej bazie Włoskiej Partii Ludowej. W 2001 zaangażował się w organizację nowego ugrupowania pod nazwą Europejska Demokracja, która zakończyła działalność po nieudanych wyborach parlamentarnych. W 2006 był kandydatem centroprawicy Silvia Berlusconiego na przewodniczącego Senatu, w głosowaniu pokonał go wówczas wspierany przez centrolewicę jego były minister Franco Marini.

## Postępowania karne
W okresie jego kariery politycznej śledczy ponad 25 razy występowali bezskutecznie o uchylenie jego immunitetu. Wątpliwości wzbudzały jego relacje z sycylijską mafią. Polityk w szczególności zaprzeczał, że zabity w 1992 chadecki działacz Salvatore Lima był jego łącznikiem z tym środowiskiem. W pierwszej połowie lat 90. wszczęto wobec niego postępowania karne, stawiając mu ponad 20 zarzutów. Były premier nie został skazany za żaden z nich. Proces dotyczący zarzutów o kontakty z mafią zakończył się ostatecznie w 2004. Stwierdzono, że nie można mu udowodnić współpracy po 1980, a wcześniejsze działania uległy przedawnieniu.
Był również oskarżony o zlecenie zabójstwa dziennikarza Mina Pecorellego, który został zamordowany w 1979. W 1999 polityk został uniewinniony, jednak na skutek apelacji w 2002 uznano go za winnego i skazano na karę 24 lat pozbawienia wolności. Giulio Andreotti odwołał się od tego orzeczenia do Sądu Kasacyjnego, który w 2003 prawomocnie uniewinnił go od popełnienia tego czynu.

## Życie prywatne
Od 1945 do czasu swojej śmierci był mężem Livii Danese. Miał dwóch synów (Lamberta i Stefana) oraz dwie córki (Marilenę i Serenę). Wyróżniony doktoratami honoris causa m.in. przez Uniwersytet Mikołaja Kopernika w Toruniu (1984), Uniwersytet Warszawski (1989), Uniwersytet Nowojorski (1990) i Uniwersytet Jagielloński (1992).
Zajmował się również działalnością publicystyczną. Był autorem licznych publikacji, m.in. Ore 13: il ministro deve morire (1976), A ogni morte di Papa. I papi che ho conosciuto (1980), Diari 1976–1979. Gli anni della solidarietà, Visti da vicino (3 tomy, 1982–1985), Onorevole, stia zitto (1987), Sotto il segno di Pio IX (2000). Na język polski przetłumaczono jego książkę Un gesuita in Cina, 1552–1610. Matteo Ricci dall’Italia a Pechino.
Został bohaterem filmu fabularnego Boski z 2008 w reżyserii Paola Sorrentino, w którym w postać Giulia Andreottiego wcielił się Toni Servillo. Był określany różnymi przydomkami – Bettino Craxi nadał mu miano „Belzebù”. Charakteryzowało go w wypowiedziach publicznych sardoniczne poczucie humoru.

## Stanowiska rządowe

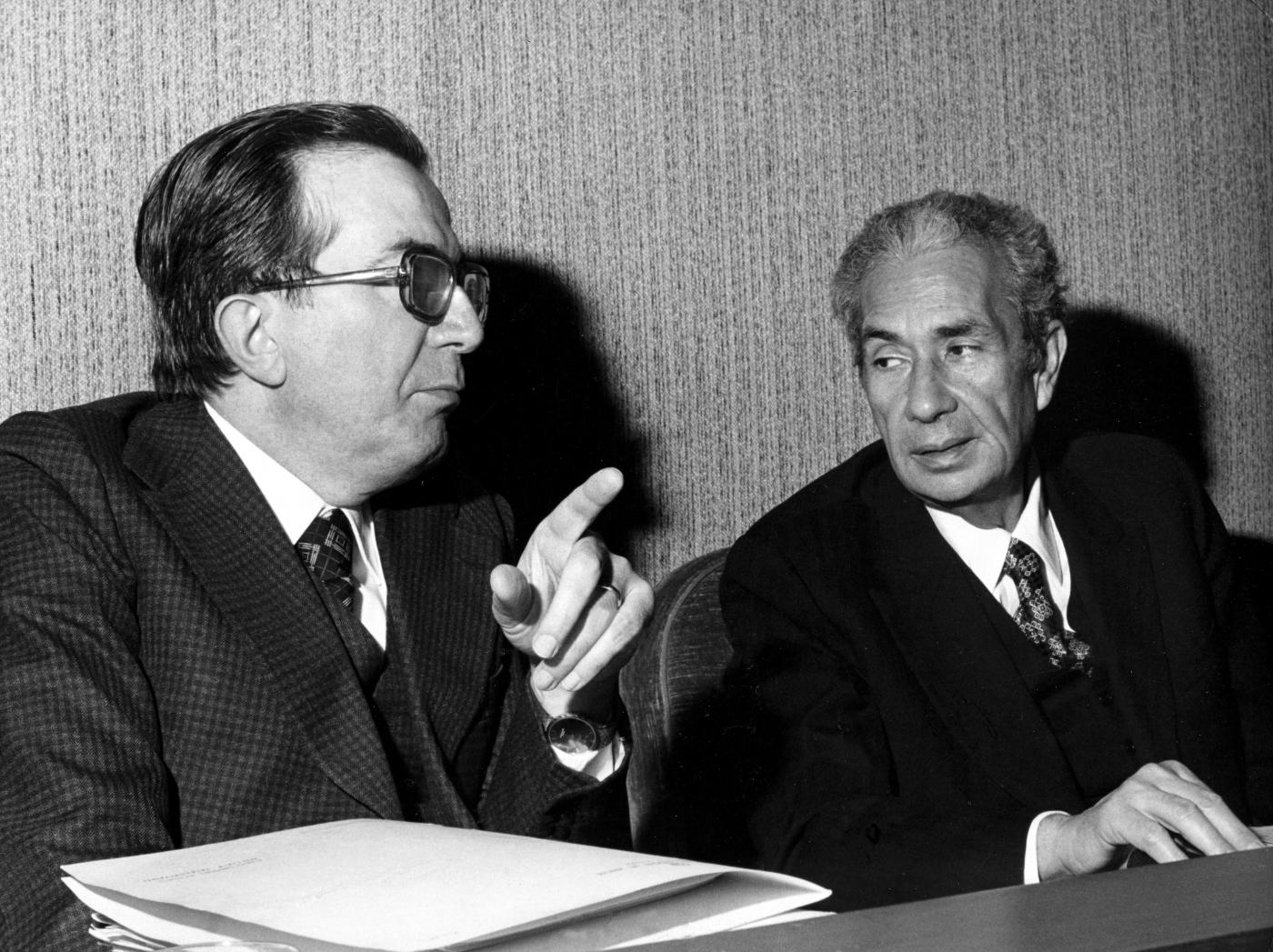
Giulio Andreotti i Aldo Moro

| Stanowisko                                                                         | Okres urzędowania                                         | Premier (rząd)           |
| ---------------------------------------------------------------------------------- | --------------------------------------------------------- | ------------------------ |
| Podsekretarz stanu przy prezydium rządu                                            | maj 1947 – maj 1948                                       | Alcide De Gasperi (IV)   |
| Podsekretarz stanu przy prezydium rządu                                            | maj 1948 – styczeń 1950                                   | Alcide De Gasperi (V)    |
| Podsekretarz stanu przy prezydium rządu                                            | styczeń 1950 – lipiec 1951                                | Alcide De Gasperi (VI)   |
| Podsekretarz stanu przy prezydium rządu                                            | lipiec 1951 – lipiec 1953                                 | Alcide De Gasperi (VII)  |
| Podsekretarz stanu przy prezydium rządu                                            | lipiec 1953 – sierpień 1953                               | Alcide De Gasperi (VIII) |
| Podsekretarz stanu przy prezydium rządu                                            | sierpień 1953 – styczeń 1954                              | Giuseppe Pella           |
| Minister spraw wewnętrznych                                                        | styczeń 1954 – luty 1954                                  | Amintore Fanfani (I)     |
| Minister finansów                                                                  | lipiec 1955 – maj 1957                                    | Antonio Segni (I)        |
| Minister finansów                                                                  | maj 1957 – lipiec 1958                                    | Adone Zoli               |
| Minister skarbu                                                                    | lipiec 1958 – luty 1959                                   | Amintore Fanfani (II)    |
| Minister obrony                                                                    | luty 1959 – marzec 1960                                   | Antonio Segni (II)       |
| Minister obrony                                                                    | marzec 1960 – lipiec 1960                                 | Fernando Tambroni        |
| Minister obrony                                                                    | lipiec 1960 – luty 1962                                   | Amintore Fanfani (III)   |
| Minister obrony                                                                    | luty 1962 – czerwiec 1963                                 | Amintore Fanfani (IV)    |
| Minister obrony                                                                    | czerwiec 1963 – grudzień 1963                             | Giovanni Leone (I)       |
| Minister obrony                                                                    | grudzień 1963 – lipiec 1964                               | Aldo Moro (I)            |
| Minister obrony                                                                    | lipiec 1964 – luty 1966                                   | Aldo Moro (II)           |
| Minister przemysłu, handlu i rzemiosła                                             | luty 1966 – czerwiec 1968                                 | Aldo Moro (III)          |
| Minister przemysłu, handlu i rzemiosła                                             | czerwiec 1968 – grudzień 1968                             | Giovanni Leone (II)      |
| Premier Minister zasobów państwowych (p.o.)                                        | luty 1972 – czerwiec 1972 maj 1972 – czerwiec 1972        | Giulio Andreotti (I)     |
| Premier                                                                            | czerwiec 1972 – lipiec 1973                               | Giulio Andreotti (II)    |
| Minister obrony                                                                    | marzec 1974 – listopad 1974                               | Mariano Rumor (V)        |
| Minister budżetu i planowania gospodarczego                                        | listopad 1974 – luty 1976                                 | Aldo Moro (IV)           |
| Minister budżetu i planowania gospodarczego                                        | luty 1976 – lipiec 1976                                   | Aldo Moro (IV)           |
| Premier                                                                            | lipiec 1976 – marzec 1978                                 | Giulio Andreotti (III)   |
| Premier Minister spraw wewnętrznych (p.o.)                                         | marzec 1978 – marzec 1979 maj 1978 – czerwiec 1978        | Giulio Andreotti (IV)    |
| Premier Minister kultury (p.o.) Minister budżetu i planowania gospodarczego (p.o.) | marzec 1979 – sierpień 1979 lipiec 1979 – sierpień 1979   | Giulio Andreotti (V)     |
| Minister spraw zagranicznych                                                       | sierpień 1983 – sierpień 1986                             | Bettino Craxi (I)        |
| Minister spraw zagranicznych                                                       | sierpień 1986 – kwiecień 1987                             | Bettino Craxi (II)       |
| Minister spraw zagranicznych                                                       | kwiecień 1987 – lipiec 1987                               | Amintore Fanfani (VI)    |
| Minister spraw zagranicznych                                                       | lipiec 1987 – kwiecień 1988                               | Giovanni Goria           |
| Minister spraw zagranicznych                                                       | kwiecień 1988 – lipiec 1989                               | Ciriaco De Mita          |
| Premier Minister zasobów państwowych (p.o.)                                        | lipiec 1989 – kwiecień 1991 grudzień 1990 – kwiecień 1991 | Giulio Andreotti (VI)    |
| Premier Minister zasobów państwowych (p.o.) Minister kultury (p.o.)                | kwiecień 1991 – czerwiec 1992                             | Giulio Andreotti (VII)   |